# 齊斯湖
55°34′N 11°18′E / 55.57°N 11.3°E

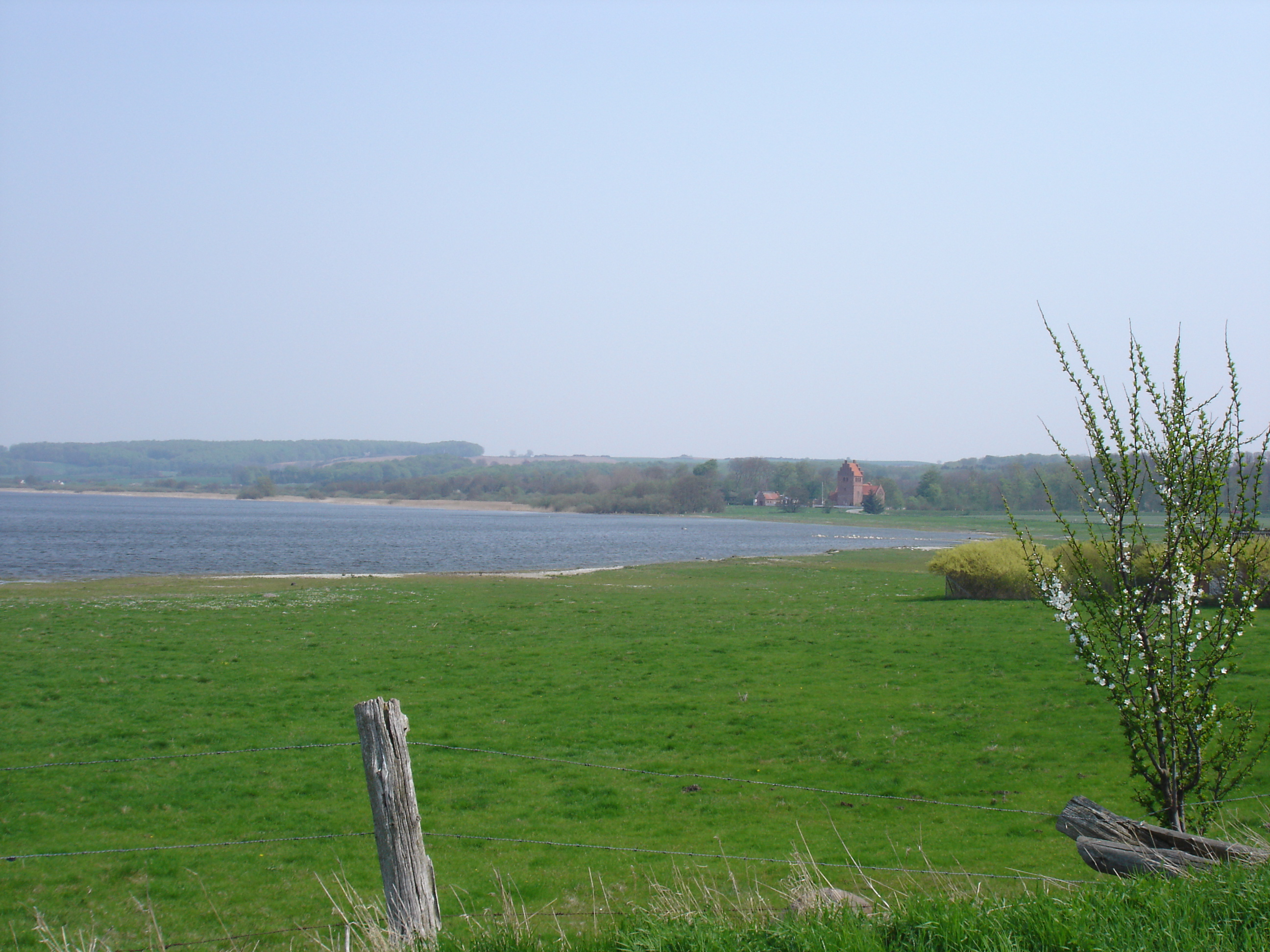
齊斯湖

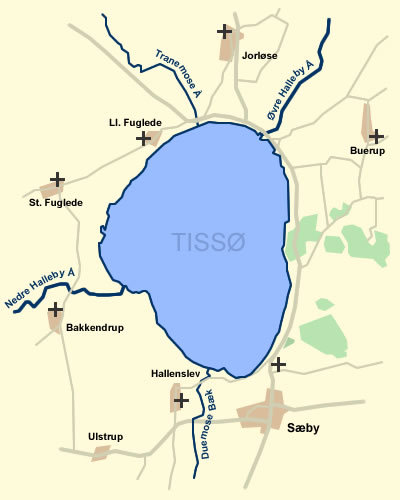
湖及周邊地區圖

齊斯湖（丹麥語：Tissø），是丹麥的湖泊，位於西蘭島西部，面積12平方公里，是該國第四大淡水湖，集水區面積418平方公里，海拔高度2米，平均水深8米，最大水深14米。